# Yoshinori Kitase
 (février 2022).
Si vous disposez d'ouvrages ou d'articles de référence ou si vous connaissez des sites web de qualité traitant du thème abordé ici, merci de compléter l'article en donnant les références utiles à sa vérifiabilité et en les liant à la section « Notes et références ».
Yoshinori Kitase (北瀬 佳範, Kitase Yoshinori, né le 23 septembre 1966) est un créateur et producteur de jeu vidéo japonais. Il est surtout connu pour son travail sur la série Final Fantasy de Square Enix (Squaresoft avant la fusion avec Enix en 2003), dont il devient l'un des créateurs principaux depuis l'épisode V.

## Carrière
Kitase entre dans l'entreprise Square en 1991 en tant que scénariste et coordinateur du jeu Mystic Quest, imaginé et dirigé par Koichi Ishii. Ce modeste projet pour le Game Boy est exclusivement laissé entre les mains de jeunes recrues dont Kitase fait partie. Le jeu connait pourtant un vif succès, bénéficiant même d'une sortie en Amérique puis en Europe dans des versions traduites (fait très rare à l'époque pour ce type de jeu[réf. nécessaire]). Peu après il participe à la création des décors sur le jeu Romancing SaGa dirigé par Akitoshi Kawazu. À cette époque, le manager du développement Hironobu Sakaguchi remarque son talent pour la création d'histoire et décide de faire appel à lui pour scénariser le nouvel épisode de sa série fétiche : Final Fantasy V. Il est ensuite promu directeur du prochain épisode Final Fantasy VI aux côtés d'Hiroyuki Itō et sous la production de Sakaguchi. Là il travaille avec des créateurs qui gagneront au fil des années une certaine notoriété comme  Tetsuya Takahashi, Hideo Minaba, Tetsuya Nomura, Yoshitaka Amano ou le compositeur Nobuo Uematsu. Le jeu bénéficie d'une sortie américaine et connait un grand succès. Il est ensuite appelé sur le développement d'un projet imaginé par Hironobu Sakaguchi, ainsi que Yuji Horii et Akira Toriyama qui ont beaucoup travaillé sur la série Dragon Quest. Sous la production de Kazuhiko Aoki, on lui confie la place de directeur aux côtés de Akihiko Matsui et Takashi Tokita. Une fois de plus, le jeu est édité en Amérique du Nord et fait de très bonnes ventes.
Il est reconduit par Sakaguchi en tant que directeur sur Final Fantasy VII. Le jeu est le premier de la série en 3D et sur les consoles de cinquièmes génération. Sur une idée originale de Sakaguchi et Nomura, il rédige le scénario avec Kazushige Nojima. La direction artistique est confiée à Yusuke Naora tandis que Nomura crée les personnages et dirige le visuel des combats. Le jeu est fortement soutenu par Sony et bénéficie d'une sortie en Amérique du Nord mais également en Europe dans une version traduite. Le succès du jeu est sans précédent dans l'histoire de l'entreprise, avec plus de neuf millions de copies écoulées[réf. nécessaire]. Kitase et son équipe enchainent directement sur le développement de l'épisode suivant Final Fantasy VIII. Il continue son travail avec les mêmes créateurs principaux : Naora à la direction artistique, Takahashi à la création graphique, Nomura au Character Design et au visuel des combats, Uematsu à la musique, Narita à la programmation et Nojima au scénario. Le jeu sort au Japon, en Amérique du Nord et en Europe en 1999 et connait un gros succès.
Il se lance ensuite avec son équipe dans la création de Final Fantasy X sur PlayStation 2. Comme pour Sakaguchi en 1994, il laisse sa place de directeur au profit d'un poste de producteur. Motomu Toriyama dirige les évènements, Takayoshi Nakazato dirige la création de la carte et Toshiro Tsuchida dirige les combats. Une fois de plus, Naora, Nomura, Narita, Nojima, Takahashi et Uematsu s'occupent des différentes sections du développement. Le succès du jeu est une fois de plus au rendez-vous.

## Travaux
- 1991 : Mystic Quest, scénariste, planner[1]
- 1992 : Romancing SaGa, field map designer[2]
- 1992 : Final Fantasy V, field planning, scénariste[3]
- 1994 : Final Fantasy VI, directeur, scénariste[4]
- 1995 : Chrono Trigger, directeur[5]
- 1997 : Final Fantasy VII, directeur, scénariste[6]
- 1999 : Final Fantasy VIII, directeur[7]
- 2001 : Final Fantasy X, producteur[8]
- 2002 : Kingdom Hearts, coproducteur[9]
- 2003 : Final Fantasy X-2, producteur[10]
- 2004 : Before Crisis: Final Fantasy VII, producteur
- 2004 : Kingdom Hearts: Chain of Memories, producteur[11]
- 2005 : Final Fantasy VII Advent Children (film), producteur
- 2005 : Kingdom Hearts 2, coproducteur[12]
- 2006 : Dirge of Cerberus: Final Fantasy VII, producteur[13]
- 2006 : Final Fantasy V Advance, superviseur[14]
- 2006 : Final Fantasy VI Advance, superviseur[15]
- 2007 : Crisis Core: Final Fantasy VII, producteur délégué[16]
- 2008 : Sigma Harmonics, producteur
- 2008 : Dissidia: Final Fantasy, producteur[17]
- 2009 : Final Fantasy XIII, producteur
- 2010 : The 3rd Birthday, producteur délégué
- 2011 : Final Fantasy Type-0, producteur
- 2011 : Final Fantasy XIII-2, producteur
- 2016 : Final Fantasy XV (ex-Versus XIII)
- 2020 : Final Fantasy VII Remake, producteur, scénariste
- 2024 : Final Fantasy VII Rebirth, producteur, scénariste